# Podgrzęszcze
Podgrzęszcze – osada wsi Gorliczyna w Polsce położona w województwie podkarpackim, w powiecie przeworskim, w gminie Przeworsk.
W latach 1975–1998 osada administracyjnie należała do województwa przemyskiego.
Wierni kościoła rzymskokatolickiego należą do parafii św. Józefa Sebastiana Pelczara.